# Parque nacional Kozara
El parque nacional Kozara (Nacionalni Park Kozara) es un parque nacional en Bosnia y Herzegovina. Se encuentra situado entre los ríos Una, Sava, Sana y Vrbas, en la entidad llamada República Srpska de Bosnia y Herzegovina. Geomorfológicamente abarca el área panónica del interior de los Alpes Dináricos. Tiene una superficie de 3520 ha y fue nombrado parque nacional en el año 1967, para proteger los valores históricos y culturales de la montaña Kozara. Sus densos bosques y ondulados prados le han valido el mote de "Belleza verde de la Krajina". 
Kozara es un lugar popular para la caza con una zona de 180 kilómetros cuadrados del parque abiertos a la caza regulada de venados, faisanes, zorros, jabalíes, liebres y patos. Una parte más pequeña del parque está dedicada a actividades respetuosas con la naturaleza como el senderismo o la bicicleta de montaña.
También fue lugar donde se combatió durante la Segunda Guerra Mundial. Durante la ofensiva de Kozara los partisanos tenían un conocimiento más profundo de la irregularidad del terreno en Bosnia, lo que les confirió una ventaja frente a los ocupantes alemanes.